# Felix Browder
Felix Browder   (Moscou, 31 de juliol de 1927 - Princeton, 10 de desembre de 2016) va ser un matemàtic estatunidenc.

## Vida
Browder era fill del qui va ser secretari general del Partit Comunista dels Estats Units d'Amèrica qui, després d'un primer matrimoni, s'havia casat el 1926 a Moscou amb una activista bolxevic russa i jueva. La parella va tenir un altre fill a Moscou i, el tercer, ja va néixer quan havien tornat als Estats Units. Tots tres germans, Felix, William i Andrew van ser destacats matemàtics. Aquests antecedents familiars va fer la infància i joventut de tots tres bastant complicada, tant pels diferents empresonaments i processos penals que va patir el seu pare com pel fet de ser fills d'un personatge públic tan poc comú.
Felix va ser un nen prodigi (es deia que llegia un llibre cada dia) i el 1946 ja s'havia graduat al MIT i el 1948 (amb tot just vint anys) ja s'havia doctorat a la universitat de Princeton. Els anys següents, durant al Guerra Freda i el maccarthisme, també van ser complicats, ja que les universitats el trobaven sospitós a causa dels seus progenitors, tot i que el seu pare havia estat expulsat del partir comunista el 1946. Tot i així va ser contractat com instructor becat pel MIT (1948-1951) i per la universitat de Boston (1951-1953), abans de ser mobilitzat per l'exèrcit i ser destinat a una posició molt subalterna durant dos anys.
El 1955, en ser desmobilitzat, va ser professor durant un curs a la universitat Brandeis i, al curs següent es va incorporar a la universitat Yale, en la qual va estar fins al 1963. Des de 1963 fins a 1986 va ser professor a la universitat de Chicago, perìode dins del qual va ser cap del departament de matemàtiques durant onze anys. Quan es va retirar el 1986, es va incorporar a la universitat Rutgers com a vicepresident de recerca, càrrec que va mantenir fins al 1991.
El 1999, a més de rebre la Medalla Nacional de la Ciència del president Bill Clinton, va ser escollit president de la Societat Americana de Matemàtiques.
Els seus fills Bill Browder i Tom Borwder van ser, respectivament, un destacat financer i inversionista i un notable físic de partícules.

## Obra
L'obra de Browder va tenir tres direccions:
1. Entre 1952 i 1962 va estudiar les equacions diferencials parcials
2. Desde la seva tesi doctoral 1948 i durant tota la seva carrera va estudiar la teoria del punt fix de les funcions
3. I, sobre tot, a partir de 1963 va estudiar els operadors monòtons i les seves aplicacions a les equacions diferencials parcials. Aquesta teoria és una de les eines més poderoses i elegants en l'estudi de problemes no-lineals,[9] que es troben en nombrosos camps de la ciència: economia, biologia, clima, tràfic, ecosistemes, etc.

Sobre aquest darrer tema va publicar dues monografies fonamentals que van proporcionar una base sòlida i comuna a l'estudi dels problemes no lineals que sorgeixen en tots els àmbits de la ciència.